# اورینت اکسپرس
اورینت اکسپرس (انگلیسی: Orient Express) یا قطار سریع‌السیر شرق نام یک سرویس قطار مسافربری راه دور است که در سال ۱۸۸۳ توسط شرکت بین‌المللی پردازش واگن ساخته شد. مسیر و گردونه‌های ریلی این قطار تندرو چندین بار تغییر کرده است و در گذشته چند مسیر به صورت همزمان و با نام اکسپرس شرق وجود داشت؛ اورینت اکسپرس اصلی به سادگی و در حقیقت یک سرویس عادی راه آهن بین‌المللی بود و نام آن با زیرکی به قطار لوکس تبدیل و بر سر زبان‌ها افتاد. دو شهر مهم با نام اورینت اکسپرس عجین شد که یکی لندن (نقطه شروع و حرکت) و دیگری استانبول که نقطه پایانی این قطار تندرو بود.

## نگارخانه

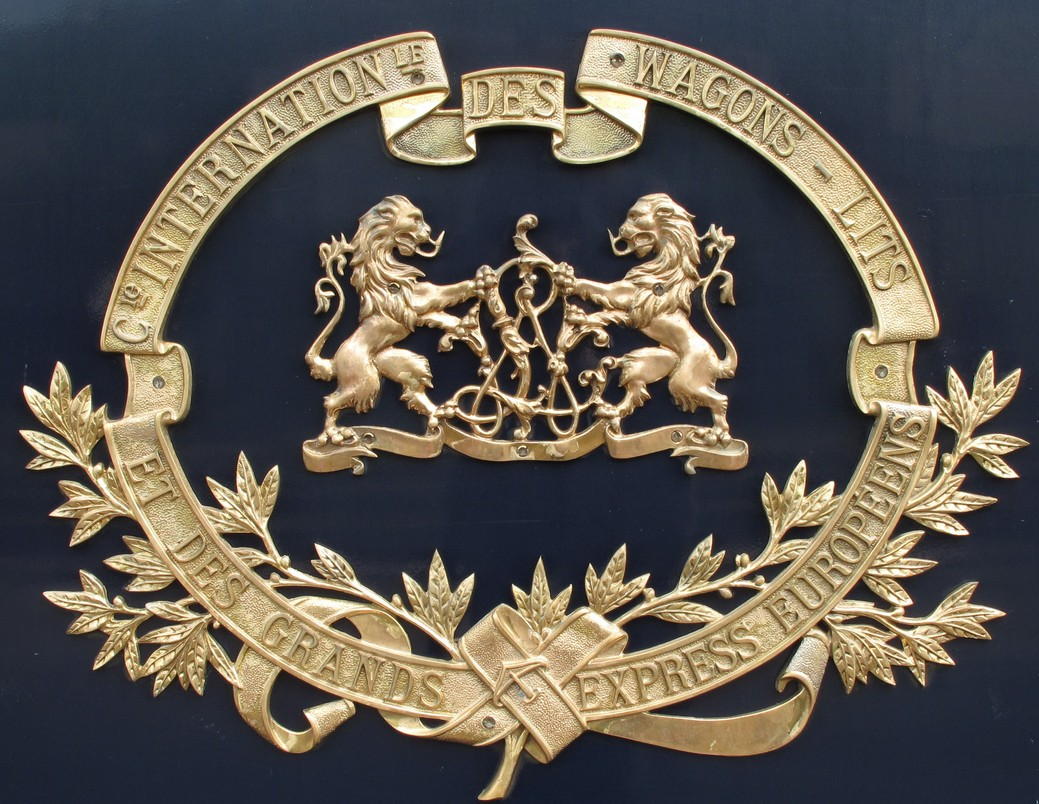
لوگوی کمپانی سازنده
مسیر تاریخی اورینت اکسپرس (رنگ قرمز)
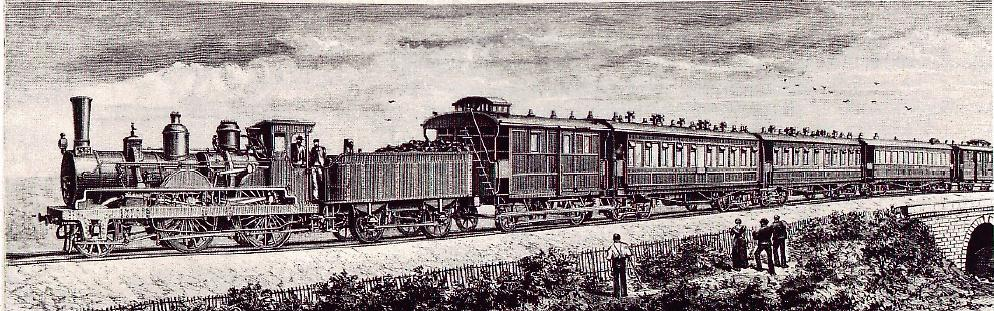
نخستین اورینت اکسپرس مربوط به سال ۱۸۸۳
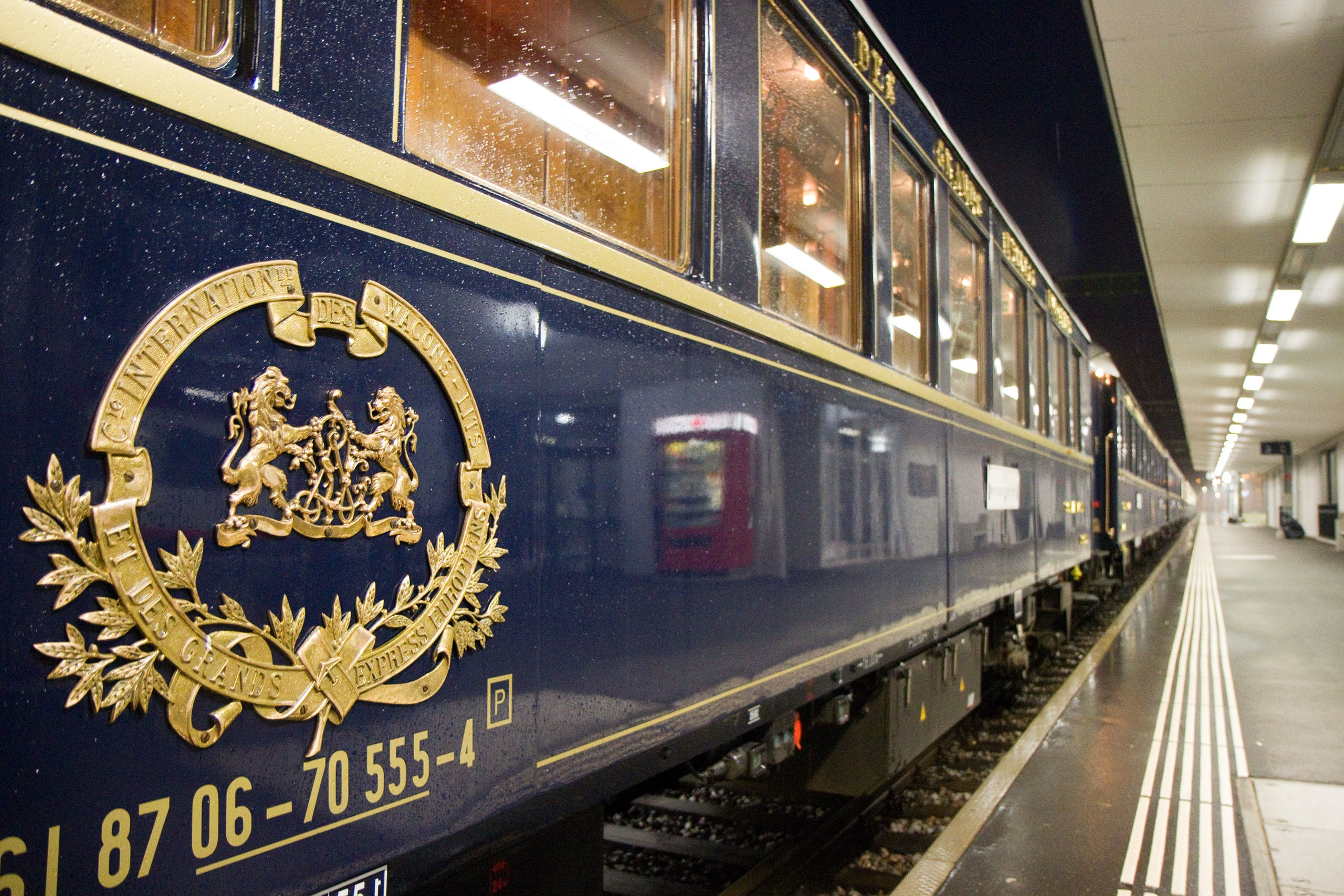
نشان کارخانه و قطار بر روی بدنه
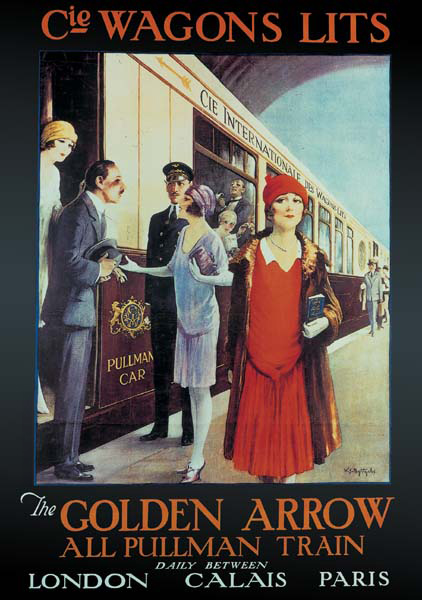
پیکان طلایی
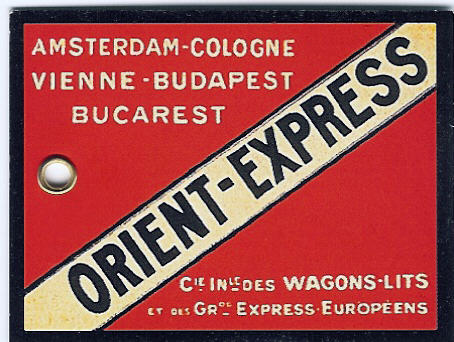
بلیت قطار
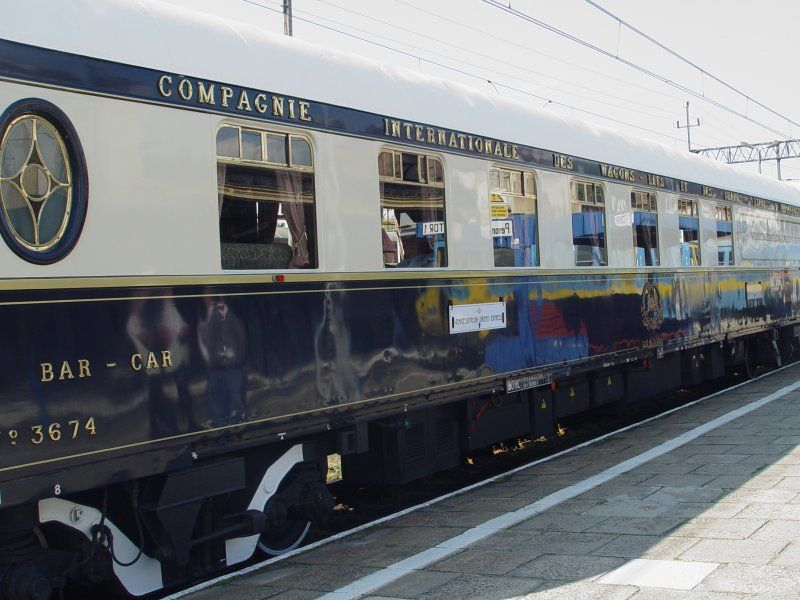
اورینت اکسپرس در لهستان
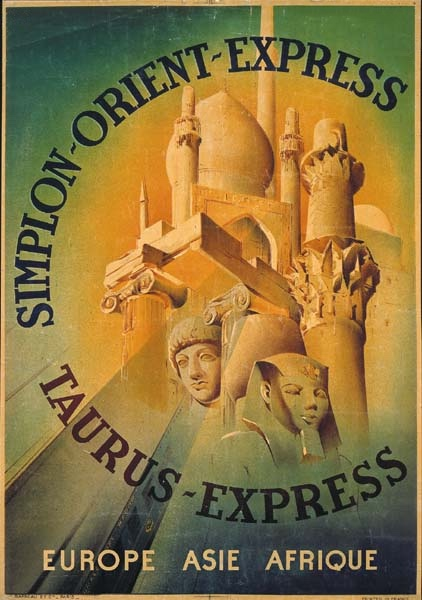
پوستر تبلیغاتی شرکت
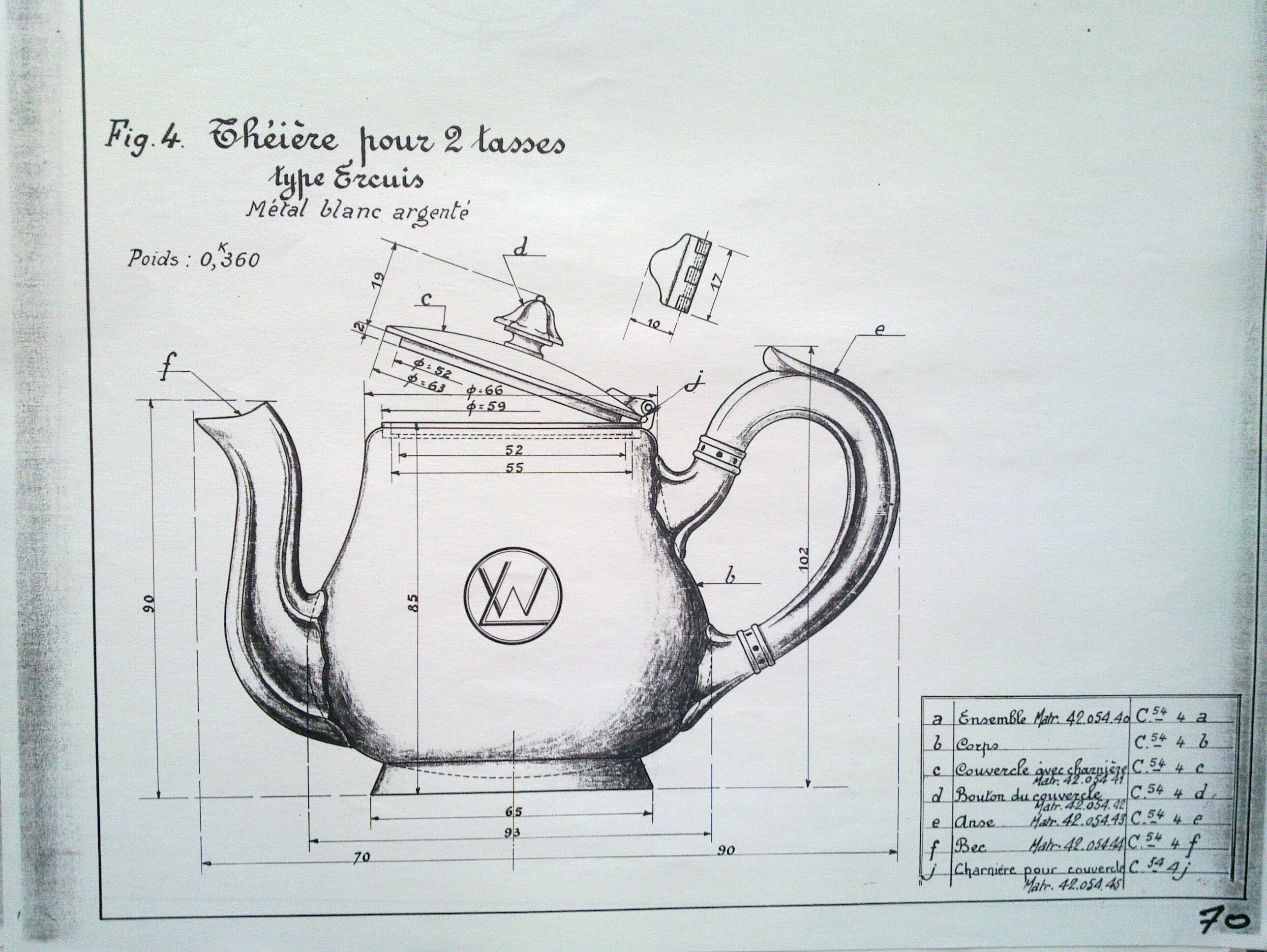
نقشه‌های شرکت سازنده اورینت اکسپرس درباره قوری چای قطار